# Mísios

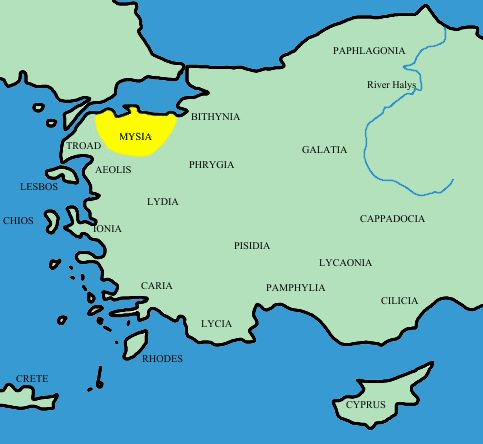
Terra dos mísios, que deram origem ao nome da região histórica da Mísia, no noroeste da Anatólia.

Os mísios (em latim: Mysi; em grego clássico: Μυσοί, transl. Mysoí) eram os habitantes da Mísia, uma região do noroeste da Ásia Menor.
Foram mencionados pela primeira vez por Homero, em sua lista de aliados de Troia da Ilíada, de acordo com a qual os mísios teriam combatido na Guerra de Troia ao lado dos troianos, sob o comando de Crômis e Énomo, e eram "lanceiros com coração de leão, que combatiam com suas próprias mãos".
Heródoto, em suas Histórias, escreveu que os mísios eram irmãos dos cários e dos lídios, tendo sido originalmente colonos lídios em sua própria terra, e que como tal tinham conquistado o direito de praticar seus cultos ao lado de seus parentes no santuário dedicado ao Zeus Cário, em Milasos. Heródoto também menciona um movimento de mísios e outros povos da Ásia para a Europa ainda anterior à Guerra de Troia, no qual os mísios e os têucrios teriam cruzado o Bósforo e, após conquistar toda a Trácia, teriam seguido adiante até chegar ao Mar Jônio, e avançando ainda mais para o sul até chegar ao rio Peneu. Heródoto inclui ainda um relato e uma descrição dos mísios que teriam lutado, posteriormente, no exército de Dario I.
Estrabão, em sua Geografia, informa que, de acordo com suas fontes, os mísios se abstinham de comer qualquer ser vivo, por motivos religiosos, incluindo os próprios animais que criavam, e que se alimentavam principalmente de mel, leite e queijo. Citando o historiador Xanto, Estrabão conta que o nome do povo teria sua origem no nome lídio para a faia.